# 미트리다테스 3세

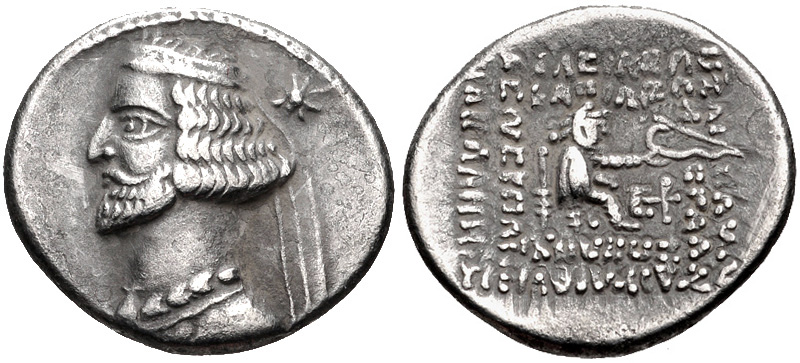

미트리다테스 3세(재위 기원전 57년 ~ 기원전 54년)는 파르티아 제국을 다스렸다. 그의 형제 오로데스와 함께 그는 아버지 프라아테스 3세를 살해하였고 메디아의 왕이 되었다.
그는 그의 형제와 전쟁을 수행하였지만 그의 잔인함 때문에 곧 폐위되었다. 그는 시리아의 로마 총독인 아울루스 가비니우스에게로 도망쳤다.
그는 메소포타미아로 전진하였고 티그리스강변의 셀레우키아에서 오로데스의 장군 수레나에게 패하고 바빌론으로 달아났으나 오랜 포위 공격후에 기원전 54년 오로데스에게 암살당했다.
| 전임 프라아테스 3세 | 제15대 파르티아 왕 기원전 57년 - 기원전 54년 | 후임 오로데스 2세 |